# Fabian van Fallada
Fabian van Fallada was een jeugdfeuilleton van de Belgische Radio en Televisie (BRT) uit 1969. De regisseur was Bert Struys, bijgestaan voor de acteursregie door Senne Rouffaer. De scenaristen waren Karel Jeuninckx en Lo Vermeulen.
In de hoofdrol stond Jef Demedts. Andere acteurs waren Louis Vervoort, Fanny Winkler, Ivonne Lex, Marilou Mermans, Kris Smet, Domien De Gruyter, Vic en Walter Moeremans, Jan Reusens, Ward de Ravet, Jos Mahu, Marcel Hendrickx, Ronny Waterschoot, Marc Bober, Alex Wilequet, Alex Cassiers, Herman Bruggen, Fred Robion, Gerda Marchand, Bart Rouffaer, John Mertens en schermmeester Rudi Delhem.

## Plot
De serie gaat over Fabian van Fallada, een jonge luitenant in het Oostenrijkse leger.  Hij is onschuldig maar wordt toch veroordeeld voor de diefstal op de soldij van het garnizoen. Met de magie van Mammelies lukt het Fabian te ontsnappen uit de gevangenis. Tijdens zijn ontsnapping raakt hij gewond en vindt een schuilplaats in het woud. Het hutje is van Wannes. Samen met Wannes gaat Fabian op zoek naar de mysterieuze bende overvallers om zijn eigen onschuld te bewijzen...

## Afleveringen
1. De Overval
2. Vogelvrij
3. De Zwarte Kraai
4. De gebroken spiegel
5. De schat van David Zonnekijn
6. Grote Kasper en kleine Kasper
7. In de val
8. Het Dobbelspel
9. De Inbreker
10. Het geheim van de grafkelder
11. Goliath slaat toe
12. De Losprijs
13. Einde goed, alles goed

## Dvd-box
In februari 2005 kwam een dvd-box op de markt met de dertien afleveringen op drie dvd's, en als extra's een reportage, interviews en diverse trailers.